# جواو فيريرا دي ألميدا
جواو فيريرا دي ألميدا (بالبرتغالية: João Ferreira de Almeida) هو مترجم وكاتب برتغالي، ولد في 1628 في Tavares (Chãs, Várzea e Travanca) ‏ في البرتغال، وتوفي في 6 أغسطس 1691 في جاكرتا في إندونيسيا.

## وصلات خارجية
- جواو فيريرا دي ألميدا على موقع الموسوعة البريطانية (الإنجليزية)